# Wohnhaus Am Weserdeich 28
Das Wohnhaus Am Weserdeich 28 an der Weser im niedersächsischen Elsfleth-Oberhammelwarden, im Landkreis Wesermarsch, stammt aus dem 19. Jahrhundert.

Aktuell (2023) wird es als Wohnhaus genutzt.
Das Gebäude steht unter Denkmalschutz (siehe auch Liste der Baudenkmale in Elsfleth).

## Beschreibung
Das eingeschossige giebelständige verschlämmte Gebäude in Backstein direkt hinter dem Deich, mit reetgedecktem Krüppelwalmdach und Niedersachsengiebeln, wurde um die Mitte des 19. Jahrhunderts gebaut und am Ende des 19. Jahrhunderts umgebaut.
Das Landesdenkmalamt befand: „… geschichtliche Bedeutung … als kleines ländliches Wohnhaus …“